# Olší nad Oslavou
Olší nad Oslavou (německy Wolschi) je jedna ze 7 částí města Velké Meziříčí v kraji Vysočina v okrese Žďár nad Sázavou. Vesnice leží asi sedm kilometrů severně od Velkého Meziříčí. V obci se nachází hospoda a mateřská škola.

## Historie
První zmínka o Olší je z roku 1377. Od počátku církevně spadá Olší pod farnost v Netíně. Místní pověst praví, že netínský kostel byl původně postaven na kopci Stráž nad Olším, ale že jej andělé přenesli na dnešní místo na návrší nad návsí v Netíně. Ves patřila vždy k Velkomeziříčskému panství. Rychta sídlila dědičně při č. p. 5, v roce 1850 byl zaveden nový typ samosprávy a rychtářství zde zaniklo. Roku 1901 byla Olším vedena okresní silnice, propojující Netín a Mostiště. Opakované požáry vedly ke zřízení místního Sboru dobrovolných hasičů v roce 1902 a v letech 1911–1912 byla vystavěna hasičská zbrojnice na návsi. Prvním předsedou (starostou) hasičského sboru byl Antonín Kocman, tehdejší řídící učitel olešské obecné školy. Poslední větší požár propukl na podzim roku 1928.
V letech 1957–1961 byla vystavěna vodní nádrž Mostiště, která zčásti zasáhla do katastru Olší nad Oslavou. Její výstavbě padlo za oběť původní údolí řeky Oslavy, zanikly také dva mlýny, Šimáčkův a Křehlíkův, které sice byly samotami, ale spadaly do obvodu obce Olší nad Oslavou.
Od 60. let 20. století začal život v obci stagnovat a v souvislosti s tím začal i pozvolna klesat počet místních obyvatel. Do velké míry byl tehdejší život obce provázán s místním JZD, které po celou dobu své existence trpělo řadou problémů. V roce 1980 se Olší nad Oslavou administrativně připojilo k Velkému Meziříčí. Některé objekty v obci byly adaptovány pro rekreaci. Počet stálých obyvatel začal opětovně mírně narůstat ve druhé dekádě 21. století.

### JZD Olší nad Oslavou
Po roce 1950 sílil tlak na místní zemědělce, aby tito zakládali Jednotná zemědělská družstva (JZD), což se dlouho setkávalo s vytrvalým odporem. JZD bylo v Olší založeno až v roce 1957, a od počátku fungovalo velmi obtížně. O tomto JZD byl natočen v roce 1969 krátkometrážní černobílý dokumentární film, nazvaný Den života, kde na pozadí vylíčení běžného pracovního dne jedné z místních družstevnic, byla řada těchto problémů veřejně přiznána. V dokumentu promluvil (velmi kriticky) také tehdejší předseda MNV v Olší nad Oslavou, Josef Křehlík, a předsedkyně místního JZD, ing. Věra Klapalová. Olešské JZD pak o čtyři roky později zaniklo sloučením s JZD v Netíně.

## Školství v obci
Škola v obci existovala od roku 1789 při stavení č. 9 a zpočátku zde byla výuka organizována provizorně. Prvním učitelem byl místní soused František Náhlík, později byli již ustanovováni řádní učitelé. Část roku 1874 školu provizorně vedl bohoslovec Jan Kapistrán Vaněk (pozdější farář v Měříně). Výuku náboženství tradičně zajišťovali kněží z Netína, kam Olší spadá farní správou. V roce 1878 byla postavena současná školní budova, rozšiřovaná později v roce 1901. Na přelomu 70. a 80. let byla olešská základní škola zrušena a její prostory byly adaptovány pro potřeby školy mateřské.

## Kultura a spolkový život
Ze spolků existuje ve vsi vedle Sboru dobrovolných hasičů též Myslivecké sdružení Stráž. V roce 1997 byla ve vsi zřízena též pobočka velkomeziříčské městské knihovny. Ve vsi se každoročně koná několik kulturních akcí. Každoročně je také o víkendu kolem 16. května slavena poutní slavnost obecní kaple, při které je u kaple slavena katolická poutní bohoslužba.

## Vývoj počtu obyvatel obce
| Rok            | 1869 | 1880 | 1890 | 1900 | 1910 | 1921 | 1930 | 1950 | 1961 | 1970 | 1980 | 1991 | 2001 | 2011 | 2021 |
| -------------- | ---- | ---- | ---- | ---- | ---- | ---- | ---- | ---- | ---- | ---- | ---- | ---- | ---- | ---- | ---- |
| Počet obyvatel | 466  | 489  | 492  | 491  | 458  | 445  | 405  | 418  | 432  | 389  | 352  | 267  | 251  | 250  | 272  |

## Samospráva
Olší nad Oslavou je od roku 1980 místní částí Velkého Meziříčí. V obci je zřízena šestičlenná komise pro místní správu, která je poradním orgánem městské rady ve Velkém Meziříčí pro záležitosti místní části Olší nad Oslavou.

## Pamětihodnosti
- Kaple svatého Jana Nepomuckého z 19. století, opravovaná 1966 a 2009, chráněná jako kulturní památka České republiky.[13]
- Kříž z roku 1872

## Osobnosti
- Antonín Hugo Bradáč (1911-1974), rodák z Olší, katolický kněz, básník a spisovatel
- František Křehlík (1907-1982), rodák z Olší, katolický kněz

## Fotogalerie

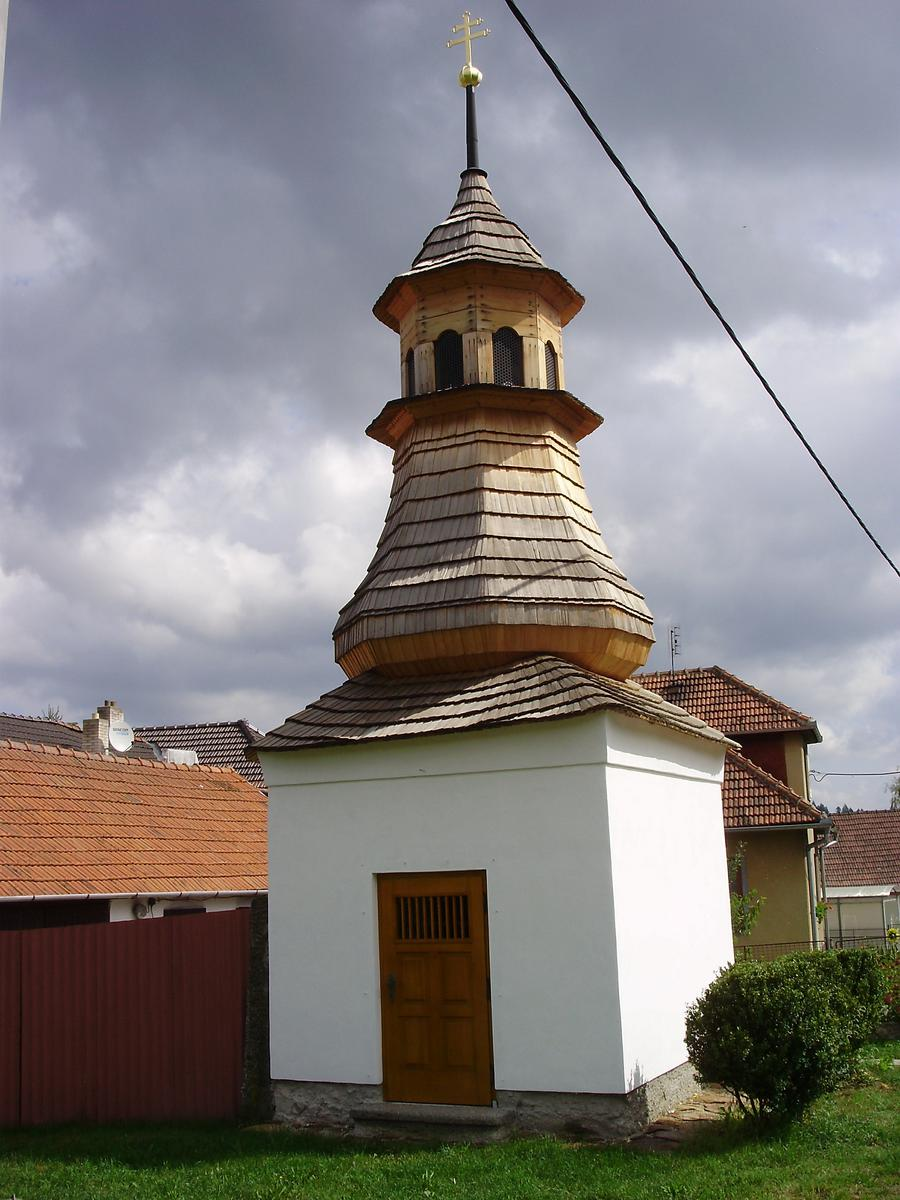
Obecní kaplička svatého Jana Nepomuckého
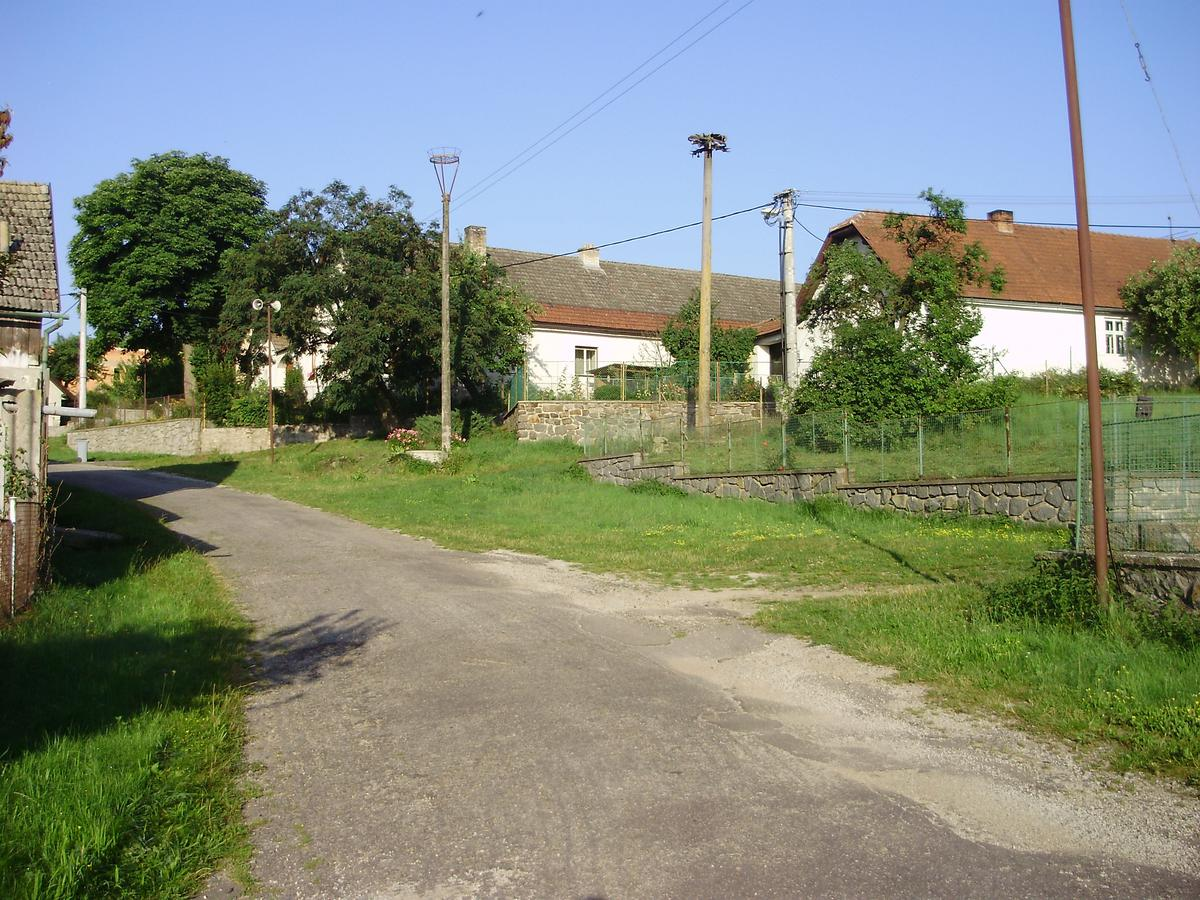
Ve vsi
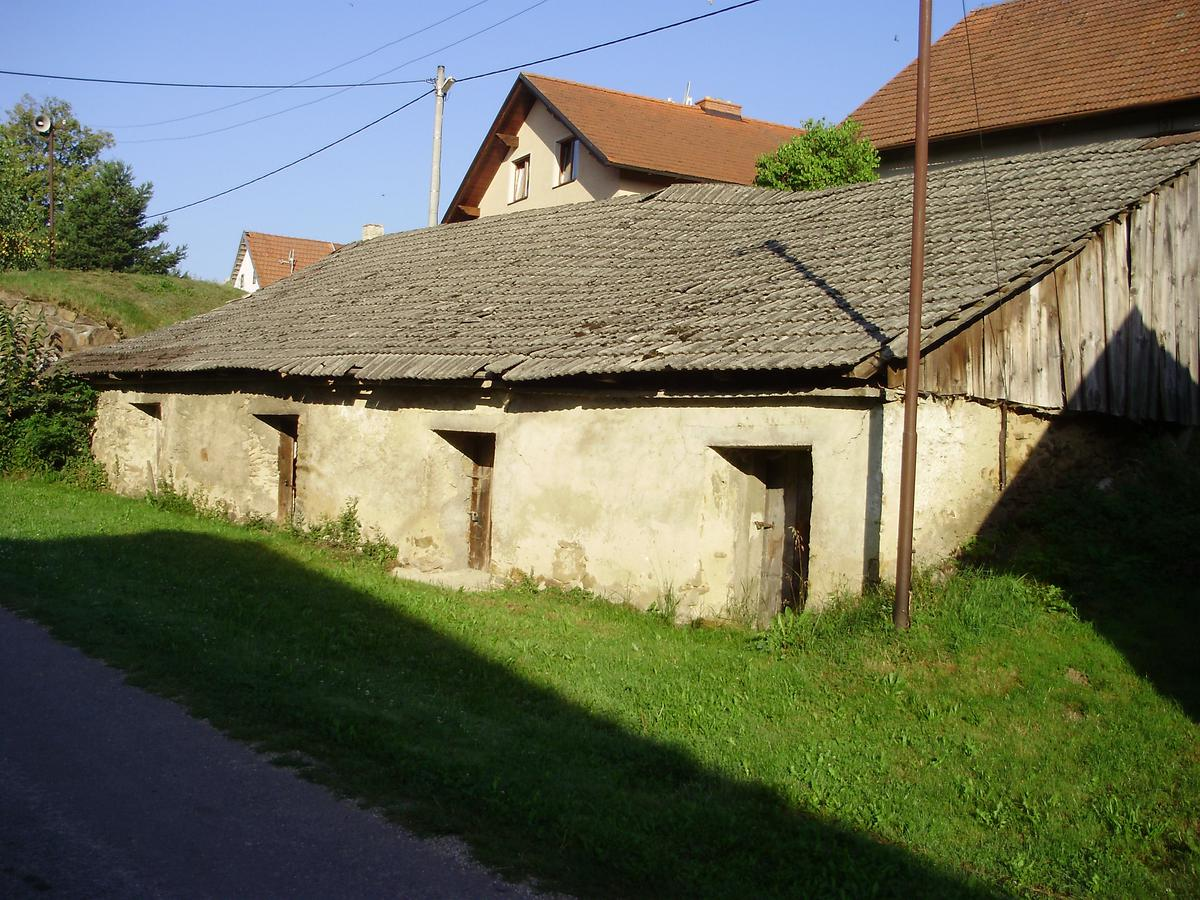
Sklepy
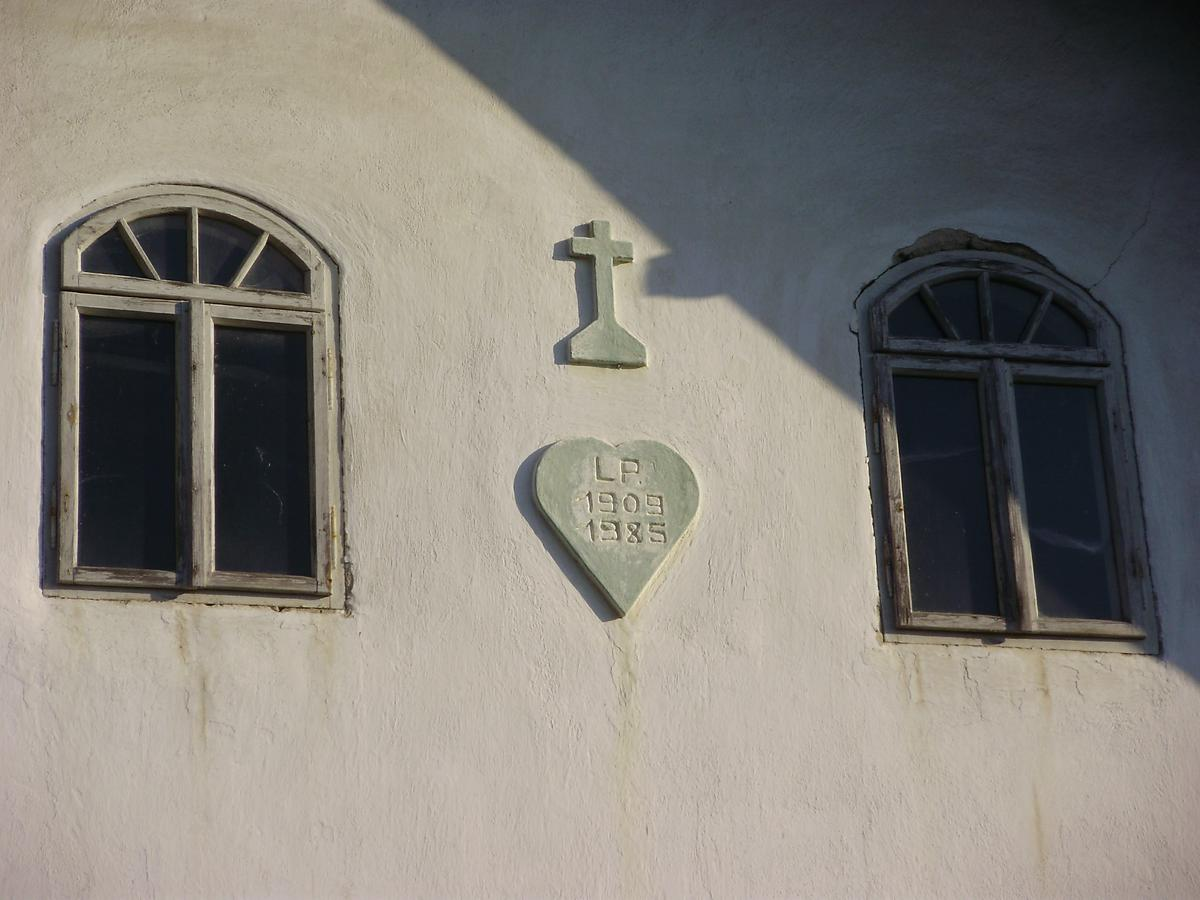
Štít domu
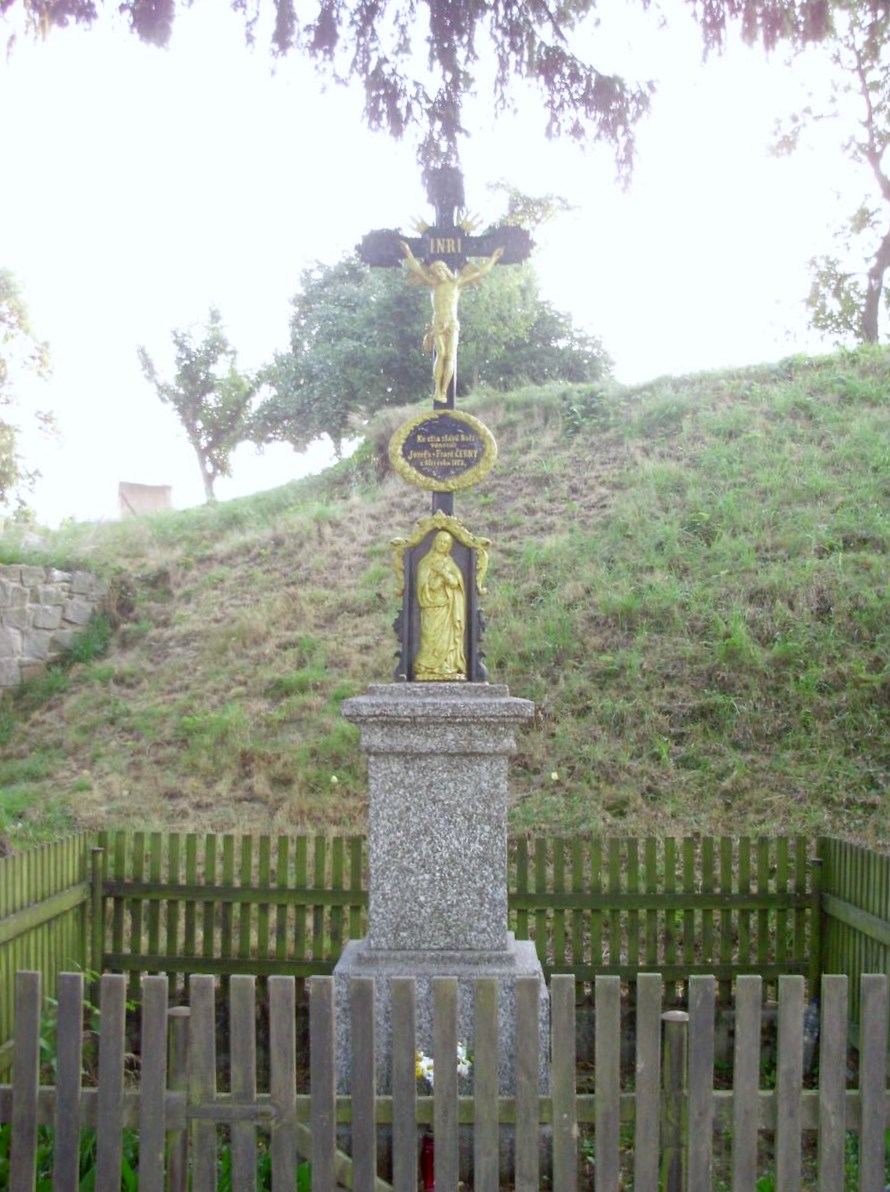
Kříž z roku 1872
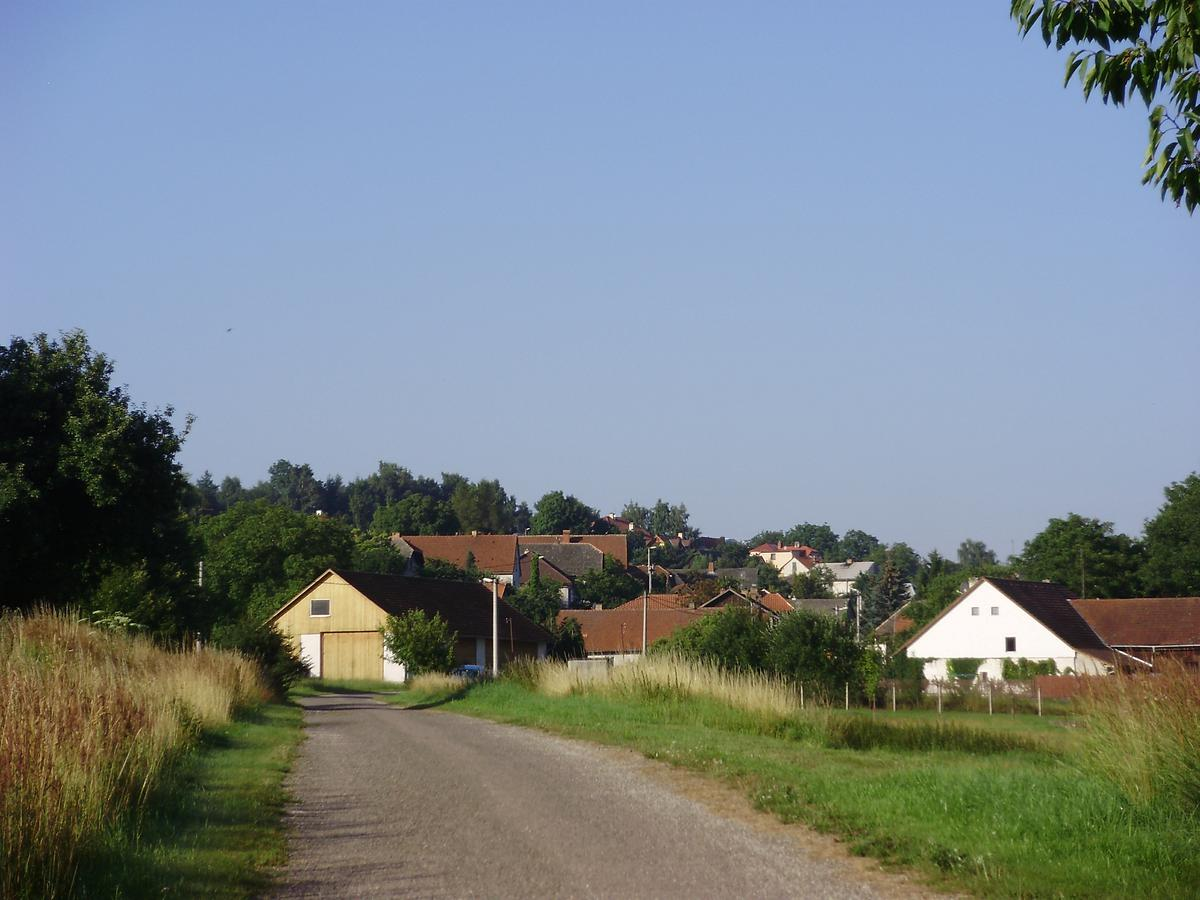
Vesnice z cesty od lesa